# Šumice (Banát)

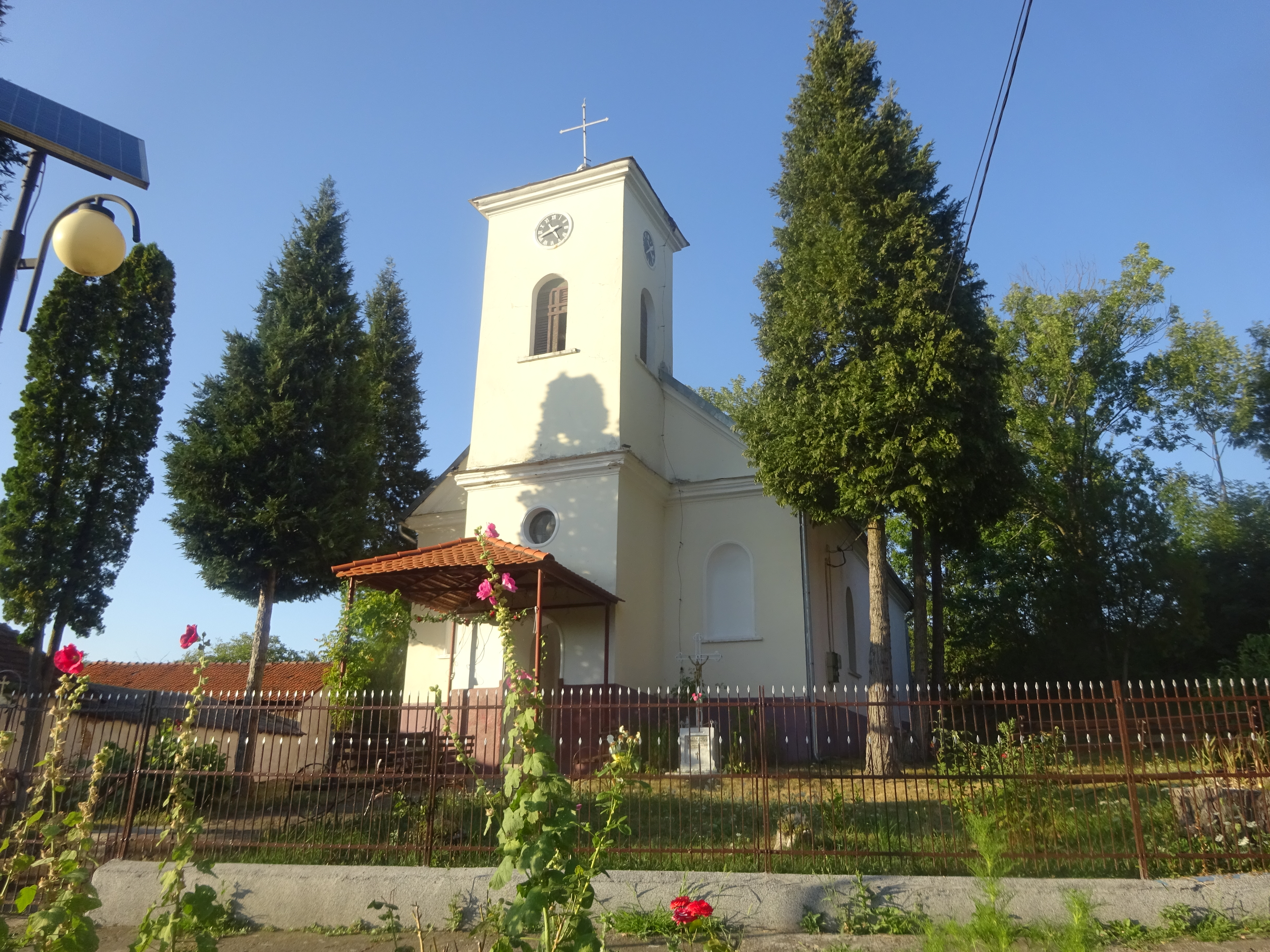
Kostel v Šumici

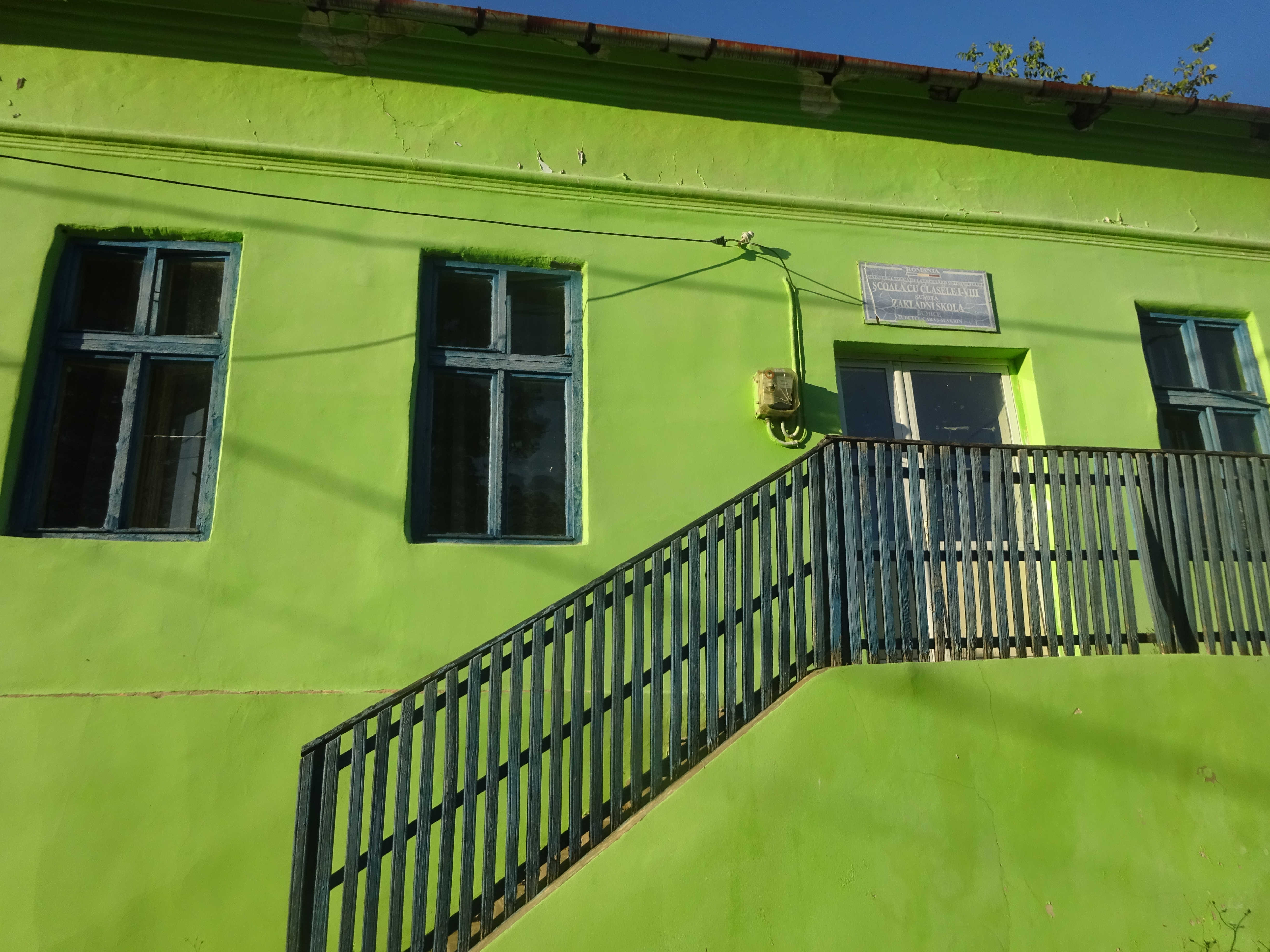
Zaniklá škola v Šumici

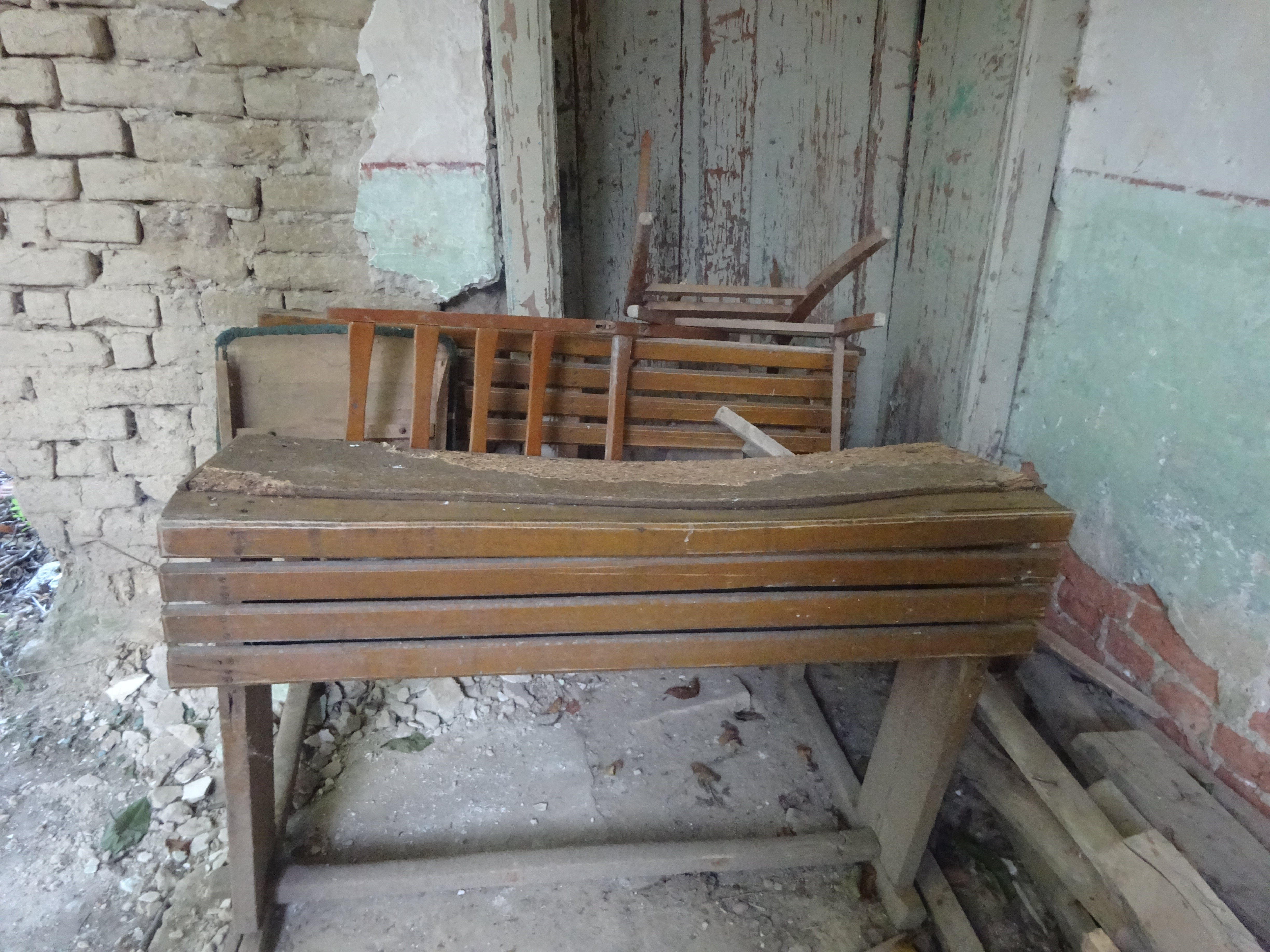
Škamna před zaniklou školou v Šumici - srpen 2021

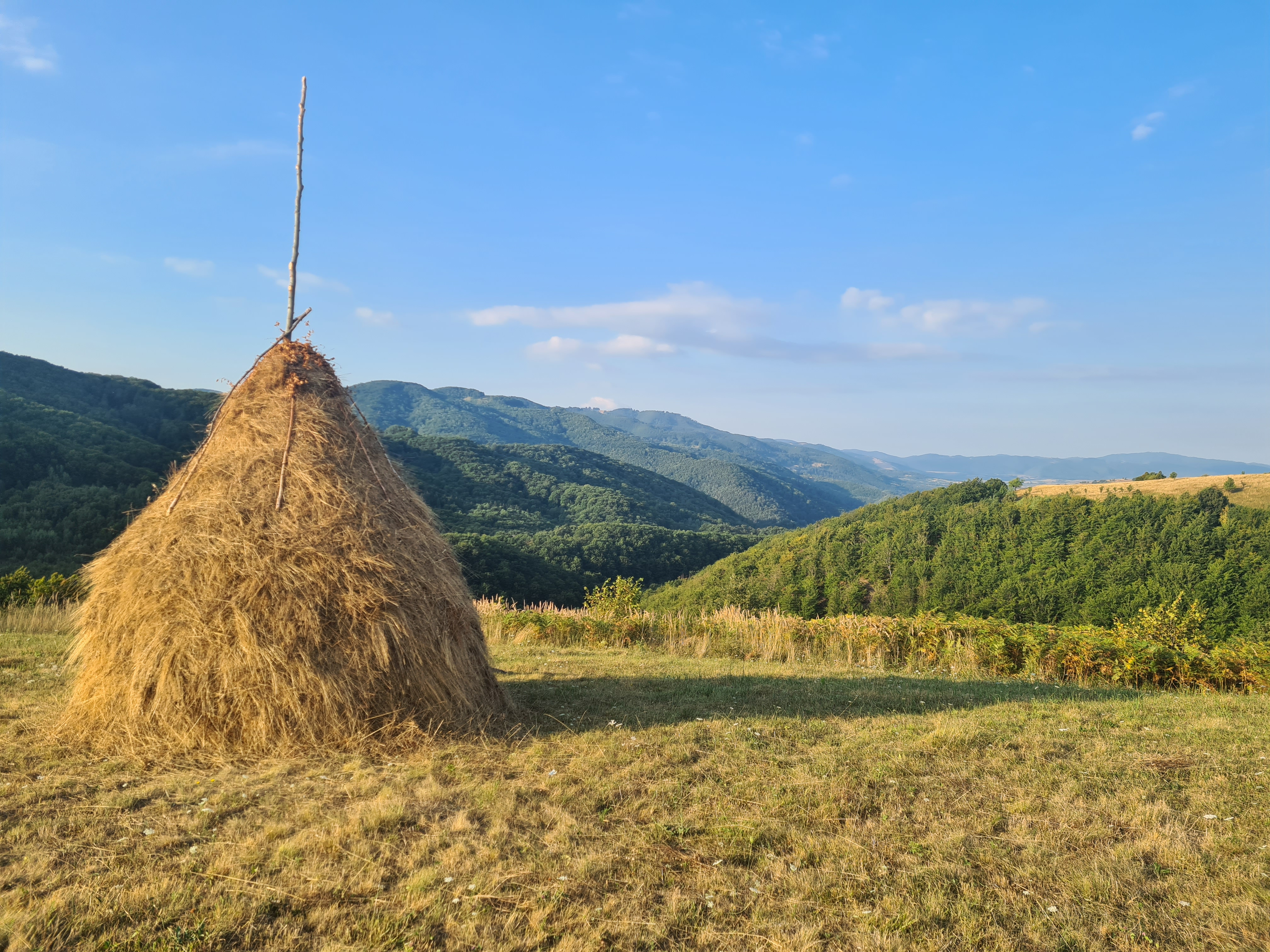
Krajina nad Šumicí

Šumice (rumunsky Șumița, maďarsky Cseherdős) je vesnice v župě Caraș-Severin v Rumunsku. Je jednou z vesnic založených v Banátu v 19. století českými kolonizátory. Vesnice postupně zaniká, oproti ostatním českým vesnicím v rumunském Banátu je její nevýhodou to, že se z ní nedá jednodenním turistickým trekem dostat do ostatních českých vesnic. Leží totiž na severní straně pohoří Banát, zatímco ostatní české vesnice se nacházejí v údolí Dunaje a jsou propojeny frekventovanými a dobře značenými turistickými cestami. V roce 2021 měla 56 obyvatel.
Ve vesnici již nefunguje[kdy?] škola, nachází se zde také kostel, kde se místní týdně setkávají k modlitbě, farář z Herkulových Lázní (Băile Herculane) sem dojíždí jednou za dva týdny; ve vesnici se nachází také kulturní dům, kde se příležitostně konají shromáždění nebo slavnosti. Za vesnicí směrem na jihozápad se nachází hřbitov usazený v převážně smrkovém lese, a to na úpatí vrchu, na kterém se kdysi nacházela podle paměti místních křížová cesta. Ve vesnici není vodovod, u domů jsou k dispozici povětšinou studny. Ve vesnici není kanalizace, avšak některé domy mají koupelny a septické nádrže. Ve vesnici je dobrý přístup na 3G a 4G internet. Lidé mají televizní signál přes satelit. Ve vesnici již[kdy?] není poštovní schránka. Ve vesnici je[kdy?] rodinný krámek, kam je chléb dovážen jednou týdně na objednávku a lze tam zakoupit jinak pouze nápoje nebo konzervované či základní potraviny. Cesta uvnitř vesnice je štěrková, avšak cesta z Lapušníku (Lăpușnicel ) do Šumice je asfaltová již od let 2010–2011, v zimě je však často protahována s opožděním, někdy dvoudenním, a je dlouhá 7 km, do kopce, se spoustou serpentín.